# Lista de prefeitos de Belford Roxo
Esta é a lista de prefeitos do município de Belford Roxo, estado brasileiro do Rio de Janeiro.
| Nº | Prefeito                                  | Imagem          | Vice-prefeito                 | Partido                                          | Início do mandato      | Fim do mandato                          | Observações                                                         |
| 1  | Jorge Júlio da Costa dos Santos, "Joca"   |                 | Ricardo Gaspar                | Partido Liberal PL                               | 1º de janeiro de 1993  | 20 de junho de 1995                     | Prefeito eleito em sufrágio universal falecido durante o mandato    |
| —  | Ricardo Meirelles Gaspar                  |                 |                               | Partido Liberal PL                               | 7 de julho de 1995     | 21 de agosto de 1995                    | Vice-prefeito eleito no cargo de prefeito interino                  |
| —  | Mair de Vasconcelos Rosa                  |                 |                               | Partido Democrático Trabalhista PDT              | 22 de agosto de 1995   | 31 de dezembro de 1996                  | Presidente da Câmara Municipal no cargo de prefeito interino        |
| 2  | Maria Lúcia Santos                        |                 | Reinaldo Gandra               | Partido Progressista Brasileiro PPB              | 1º de janeiro de 1997  | 31 de dezembro de 2000                  | Prefeita eleita em sufrágio universal                               |
| 3  | Waldir Zito                               |                 | Flávio de Assis Gomes Furtado | Partido Popular Socialista PPS                   | 1º de janeiro de 2001  | 31 de dezembro de 2004                  | Prefeito eleito em sufrágio universal                               |
| 4  | Maria Lúcia Santos                        |                 | Sulamita do Carmo             | Partido do Movimento Democrático Brasileiro PMDB | 1º de janeiro de 2005  | 31 de dezembro de 2008                  | Prefeita eleita em sufrágio universal                               |
| 5  | Alcides Rolim                             |                 | Alexandre Coelho Tavares      | Partido dos Trabalhadores PT                     | 1º de janeiro de 2009  | 31 de dezembro de 2012                  | Prefeito eleito em sufrágio universal                               |
| 6  | Dennis Dauttmam                           |                 | Reginaldo Gomes               | Partido Comunista do Brasil PCdoB                | 1º de janeiro de 2013  | 31 de dezembro de 2016                  | Prefeito eleito em sufrágio universal                               |
| 7  | Waguinho Carneiro                         |                 | Márcio Canella                | Partido do Movimento Democrático Brasileiro PMDB | 1° de janeiro de 2017  | 30 de abril de 2019                     | Prefeito eleito em sufrágio universal afastado por decisão judicial |
| —  | Márcio Cardoso Pagniez, Marcinho Bombeiro |                 |                               | Partido Social Liberal PSL                       | 30 de abril de 2019    | 13 de junho de 2019                     | Presidente da Câmara Municipal no cargo de prefeito interino        |
| —  | Waguinho Carneiro                         |                 | Nenhum                        | Movimento Democrático Brasileiro MDB             | 13 de junho de 2019    | 31 de dezembro de 2020                  | Prefeito eleito afastado reempossado por decisão do TRE             |
| —  | Waguinho Carneiro                         | Marcelo Canella | 1° de janeiro de 2021         | Movimento Democrático Brasileiro MDB             | 31 de dezembro de 2024 | Prefeito reeleito em sufrágio universal |                                                                     |
| —  | Waguinho Carneiro                         | Marcelo Canella | 1° de janeiro de 2021         | Movimento Democrático Brasileiro MDB             | 31 de dezembro de 2024 | Prefeito reeleito em sufrágio universal |                                                                     |
| —  | Waguinho Carneiro                         | Marcelo Canella | 1° de janeiro de 2021         | Partido Social Liberal PSL                       | 31 de dezembro de 2024 | Prefeito reeleito em sufrágio universal |                                                                     |
| —  | Waguinho Carneiro                         | Marcelo Canella | 1° de janeiro de 2021         | União Brasil UNIÃO                               | 31 de dezembro de 2024 | Prefeito reeleito em sufrágio universal |                                                                     |
| —  | Waguinho Carneiro                         | Marcelo Canella | 1° de janeiro de 2021         | Republicanos REPUBLICANOS                        | 31 de dezembro de 2024 | Prefeito reeleito em sufrágio universal |                                                                     |
| 8  | Márcio Canella                            |                 | Mariana Malta                 | União Brasil UNIÃO                               | 1° de janeiro de 2025  | Até a atualidade                        | Prefeito eleito em sufrágio universal                               |

## Ligação externa
«Todo o atual Poder Executivo belforroxense». Consultado em 9 de setembro de 2024